# エムカード
エムカードは、2014年8月よりダイキサウンド株式会社が製造・販売を行っている商品である。キャッチコピーは、「『デジタル』な時代だからこそ『カタチ』で残すことにこだわりたい」

## 概要
画像、音源、映像（動画像）等のデジタルコンテンツをストリーミング・ダウンロードで収録が可能となっている、ダウンロードカードの一種。
専用ウェブサイトからカード裏面に記載されたPIN コードを介してデジタルコンテンツをダウンロードすることが可能となっており、カード販売を介したダウンロード販売の一種として扱われている。
流通販売が行われているものに関しては、全国のCDショップで購入が可能となっている。

## 仕様
収録コンテンツは、モバイルツールやパソコンでウェブブラウザを介してストリーミング・ダウンロードが可能となっている。ダウンロードしたデジタルコンテンツは、当該データの拡張子が対応している任意のメディアプレイヤーにて再生が可能となっている。収録するデジタルコンテンツに関して、拡張子の指定や制限はない。
デジタルコンテンツのストリーミング・ダウンロードには有効期限が設けられており、PINコードの有効期限は初回アクセスから 180 日間となっている。また、カード裏面に記載された有効期限を超過すると、新たに PIN コードを入力することができなくなる。有効期限を超過した場合、専用ウェブサイトからストリーミング・ダウンロードを行うことができなくなる。(ダウンロードしたコンテンツは、有効期限を超過しても使用可能) また、有効期限中のストリーミング・ダウンロード回数に上限はない。
校了までにデザインの完成イメージ確認や、本機校正、収録コンテンツのダウンロードテストも対応可能となっている。
全国のCDショップへの流通や店頭展開も可能となっているが、他のダウンロードカード同様、オリコンランキングには反映されない。

### エムカード独自の仕様
表示するデータをランダムに設定することや、抽選機能を付けることが可能。
また、デジタルコンテンツを後日追加することも可能となっている。